# Васюков Артем Романович
Артем Романович Васюков (рос. Артём Романович Васюков; 1 січня 1984, м. Тюмень, СРСР) — російський хокеїст, лівий нападник. Виступає за «Южний Урал» (Орськ) у Вищій хокейній лізі. 
Вихованець хокейної школи «Лада» (Тольятті). Виступав за: ЦСК ВВС (Самара), «Мечел» (Челябінськ), «Южний Урал» (Орськ).